# جودا فيغا
جودا فيغا (بالهولندية: Judah Vega)‏ هو حاخام هولندي، ولد في 1550، وتوفي في 1551.